# Co-sleeping
コ・スリーピング（co-sleeping）は、1部屋に1人で寝る独り寝に対して、複数の家族成員が1部屋に寝ることを指している。即ち夫婦、親子、きょうだい、祖父母や親族などが同室に寝る場合である。コスリーピングの語は米国の人類学者らが日本で行った家族の就寝形態調査のなかで特に親子同室寝の型として使用される。日本の研究者によって合寝、混寝、共寝、添い寝などと様々に訳された。
コ・スリーピングの用語法には、三通りある。
第1は、比較文化的な文脈で使われる場合で、「就寝形態」と同義に使われて、就寝形態研究をコ・スリーピング研究と称する場合である。この場合は独り寝も含まれる。
第2は、夫婦、親子、きょうだいあるいは祖父母など複数の家族成員が同室に寝る「共寝」の意味で、二者間の距離から同室隣接寝と同室分離寝の2種が区別できる。
第3は、共寝のうちの「隣接寝」（bed-sharing）のみを指す場合で、一般には「添い寝」と言われる。
日本の家族のライフサイクルを就寝形態の変化から調査した人類学者のW．コーディルらは、「日本の家族は他に空き部屋があるのにかたまって親子同室に寝るコスリーピングの習慣があり、日本人は、幼い時は両親と児童・少年期はきょうだいと共寝をし、独りで寝ることは、青年期と伴侶と死別した老年期のみである」と指摘した（1966年）。彼らはさらに「コ・スリーピングの習慣は、家族成員間の情緒パターン（emotional patterns）に関連し、同時に文化間の相違を反映すると思われる」と述べ、日本の家族には欧米のような夫婦関係中心ではなく親子一体性という文化的な規範があると論じた。
「川の字で寝る」という言葉があるように、共寝は日本古来の習慣である。明治維新以来西欧文化を取り入れて近代化を進めてきた日本は、衣食住にわたって伝統的な習慣を数多く失ってきたが、家族の共寝だけは、欧米先進国に追随することなく維持されて今日に至っている。子どもの自立心が育ちにくいとか夫婦関係が阻害されるといった欠点があるにもかかわらず、乳幼児期の親子の共寝は、現在も9割以上の親たちに支持されている。
また、世界の就寝形態について、これまでの医学的、人類学的調査や文献調査などの結果は、南米やアジア地域では、乳幼児のコ・スリーピングが一般的であることを示している。一方、北米、欧州、オーストラリアなどの地域では、乳幼児の独り寝が常識である。ただし、これらの地域でも少数民族の間でサブカルチャーとしてコ・スリーピングが行われる例はある。
就寝形態の比較文化的研究からは、それぞれの社会の道徳的価値や文化規範の違いが浮き彫りになるが、同一文化内での研究には2通りある。１つは、コ・スリーピングが一般的でない北米のような場合、共寝の悪影響を証明しようとする小児医学的、児童心理学的研究である。2つは、コ・スリーピングが一般的な日本の場合、共寝をする若年家族の実態をより詳細に｢誰が誰とどのような位置関係で寝るか？｣まで調査して、家族成員間の空間的距離の違いから、それぞれの家族の情緒的人間関係の違いを探るという、家族の内部構造の1つである情緒構造を解明しようとする教育社会学的研究である。